# 森岡裕之
森岡 裕之（もりおか ひろゆき、1974年5月23日 - ）は、大阪府出身の元プロ野球選手（投手）。

## 来歴・人物
近大附高では、1992年に夏の甲子園に出場。1回戦で松商学園高に勝利するも、2回戦で北陸高に敗退。同年のドラフト5位で千葉ロッテマリーンズに入団。
ロッテでは一軍出場はなく、1996年に近鉄バファローズに移籍。
しかし、近鉄でも一軍出場することなく、1997年に現役引退。カーブ、スライダー、フォークが武器。
引退後は、近鉄の打撃投手兼スコアラーを同球団が消滅する2004年まで務めた。

## 詳細情報

### 年度別投手成績
- 一軍公式戦出場なし

### 背番号
- 58 （1993年 - 1995年）
- 67 （1996年 - 1997年）
- 101 （1998年 - 2004年）